# Upadłość
Ten artykuł należy dopracować:

przedstawiono sytuację tylko z polskiej perspektywy – artykuł powinien być przekrojowy.
Pomóż go poprawić. 
Upadłość (potocznie bankructwo) – procedura wszczynana w razie niewypłacalności dłużnika, polegająca głównie na wspólnym dochodzeniu roszczeń przez wszystkich jego wierzycieli.

## Upadłość w prawie polskim
Upadłość to tzw. egzekucja uniwersalna prowadzona na rzecz wszystkich wierzycieli dłużnika, ze wszystkich składników jego majątku jednocześnie. Tym właśnie upadłość różni się od egzekucji syngularnej prowadzonej przez niektórych tylko wierzycieli i tylko z poszczególnych składników majątku dłużnika.
Trzecim w systematyce rodzajem egzekucji sądowej (wprowadzonym do procedury cywilnej w 2005 roku) jest egzekucja generalna w trybie art. 10641 i nast. kpc, tj. egzekucja przez zarząd przymusowy. Egzekucja generalna lokuje się niejako pomiędzy dwoma wcześniej wspomnianymi trybami egzekucji i posiada pewne cechy każdej z nich, i tak np. egzekucja generalna obejmuje skutkami zajęcia wszystkie składniki majątku dłużnika tak jak w przypadku egzekucji uniwersalnej, lecz jest prowadzona nie na rzecz wszystkich wierzycieli dłużnika, a jedynie na rzecz poszczególnych wierzycieli egzekwujących, tj. posiadających tytuł wykonawczy, czyli analogicznie jak w przypadku egzekucji syngularnej.
Postępowania upadłościowe umożliwiają także restrukturyzację przedsiębiorstwa dłużnika (np. w drodze układu), a w niektórych porządkach prawnych (w tym także w Polsce) pozwalają pod pewnymi szczególnymi warunkami na zwolnienie dłużnika z reszty długów.
W prawie polskim upadłość to postępowanie przewidziane w ustawie z dnia 28 lutego 2003 r. – Prawo upadłościowe, prowadzone w stosunku do dłużnika (zwanego w ustawie „upadłym”), który stał się niewypłacalny. Wszczęcie postępowania upadłościowego następuje wskutek ogłoszenia upadłości przez sąd.
Dla wszczęcia postępowania upadłościowego wymagana jest zdolność upadłościowa (art. 5-9 pu) oraz niewypłacalność dłużnika (art. 10-12 pu).
Złożenie wniosku o upadłość przedsiębiorca musi zgłosić do sądu rejonowego w terminie do 14 dni od pojawienia się przesłanek wskazujących na konieczność wszczęcia procedury o upadłość. Wniosek może złożyć zarówno dłużnik, jak i wierzyciele.
Zdolność upadłościowa przysługuje co do zasady przedsiębiorcom (art. 5 pu), którymi są osoby fizyczne, osoby prawne i jednostki organizacyjne posiadające zdolność prawną (np. spółki osobowe) prowadzące we własnym imieniu działalność gospodarczą lub zawodową. Od 2009 roku zdolność upadłościową posiadają także osoby fizyczne nieprowadzące działalności gospodarczej – tzw. upadłość konsumencka.

### Niewypłacalność
Niewypłacalność w rozumieniu Prawa upadłościowego po nowelizacji z maja 2009 roku – zachodzi, jeżeli dłużnik nie wykonuje swoich wymagalnych zobowiązań pieniężnych (art. 11 ust. 1 pu). Wymagalność to stan, w którym wierzyciel ma prawną możność żądania zaspokojenia przysługującej mu wierzytelności (np. wskutek nadejścia terminu świadczenia). Dłużnika niebędącego osobą fizyczną uznaje się za niewypłacalnego także w sytuacji, gdy jego zobowiązania przewyższają wartość majątku, choćby na bieżąco wykonywał swoje zobowiązania. Regulacja ta precyzyjniej definiuje niewypłacalność faktyczną (brak majątku na pokrycie zobowiązań), lecz z uwagi na brzmienie ust. 1 art. 11 pu, w rozumieniu obowiązujących przepisów – niewypłacalność jest tożsama z brakiem płynności finansowej.
Dodatkowym warunkiem wszczęcia postępowania upadłościowego jest możliwość pokrycia jego kosztów z majątku dłużnika (art. 13 pu).
Postępowanie upadłościowe prowadzi się w trybie upadłości likwidacyjnej albo upadłości układowej.
Naczelną zasadą prawa upadłościowego jest „zasada optymalizacji” zawarta w art. 2 pu stanowiącym, iż „Postępowanie uregulowane ustawą należy prowadzić tak, aby roszczenia wierzycieli mogły zostać zaspokojone w jak najwyższym stopniu, a jeśli racjonalne względy na to pozwolą – dotychczasowe przedsiębiorstwo dłużnika zostało zachowane.”.

### Upadłość jako forma likwidacji majątku dłużnika
Wraz z wejściem w życie 1 stycznia 2016 roku ustawy Prawo restrukturyzacyjne, zlikwidowano wcześniej obowiązujący podział na upadłość likwidacyjną i upadłość z możliwością zawarcia układu. Obecnie upadłość ma na celu zbycie całego majątku upadłego i zaspokojenie wierzycieli z uzyskanych w ten sposób środków. Postępowanie upadłościowe zmierzające do likwidacji majątku upadłego jest inicjowane poprzez złożenie wniosku o upadłość we właściwym sądzie rejonowym. Następnie, sąd rozpatruje wniosek pod kątem określonych przesłanek (badanie stanu niewypłacalności, majątku wystarczającego na pokrycie kosztów postępowania i częściową spłatę wierzycieli, wielości wierzycieli). Wraz z ogłoszeniem upadłości dochodzi do przejęcia zarządu nad majątkiem upadłego podmiotu przez syndyka. Ten zmierza do likwidacji owej masy upadłościowej w celu pokrycia zobowiązań poprzez dokonanie planu podziału. Ostatecznie, jeśli upadłym jest osoba fizyczna, to dochodzi do ustalenia planu spłaty wierzycieli (jest to tzw. „upadłość konsumencka”). Podtypem  postępowania upadłościowego jest przygotowana likwidacja w upadłości, czyli tzw. pre-pack, który uregulowano w art. 56a - art. 56h Prawa upadłościowego.
Na zasadzie wyjątku wskazanego w art. 266a - art. 266f Prawa upadłościowego możliwe jest zawarcia układu w upadłości. Propozycje układowe w postępowaniu upadłościowym mogą zgłosić upadły, wierzyciel oraz syndyk (art. 266a ust. 2 p.u.).